# Tour de Francia 1974
El 61.º Tour de Francia se disputó entre el 27 de junio y el 21 de julio de 1974 con un recorrido de 4098 km., divididos en un prólogo y 22 etapas; de ellas, la sexta, la octava, la decimonovena y la vigésima primera estuvieron divididas en dos sectores. Participaron 13 equipos de 10 corredores de los que solo uno logró finalizar la prueba con todos sus integrantes. El vencedor cubrió la prueba a una velocidad media de 35,241 km/h.

## Participantes
| Equipos ciclistas profesionales (13)- Molteni - Bic - Peugeot-BP-Michelin - Kas-Kaskol - Sonolor-Gitane - MIC-Ludo-de Gribaldy - Gan-Mercier-Hutchinson - La Casera-Peña Bahamontes - Merlin Plage-Shimano-Flandria - Brooklyn - Jobo-Lejeune - Carpenter-Confortluxe-Flandria - Frisol-Flair Plastics |
| |

## Etapas
| Etapa    | Fecha       | Recorrido                          | Distancia (km) | Ganador                  | Líder           |
| -------- | ----------- | ---------------------------------- | -------------- | ------------------------ | --------------- |
| Prólogo  | 27 jun      | Brest                              | 7,1 (CR)       | Eddy Merckx              | Eddy Merckx     |
| 1.ª      | 28 de junio | Brest-Saint-Pol-de-Léon            | 144            | Ercole Gualazzini        | Joseph Bruyère  |
| 2.ª      | 29 jun      | Plymouth - Plymouth                | 163,7          | Henk Poppe               | Joseph Bruyère  |
| 3.ª      | 30 jun      | Morlaix-Saint-Malo                 | 190            | Patrick Sercu            | Joseph Bruyère  |
| 4.ª      | 1 jul       | Saint-Malo-Caen                    | 184.5          | Patrick Sercu            | Eddy Merckx     |
| 5.ª      | 2 jul       | Caen-Dieppe                        | 165            | Ronald de Witte          | Gerben Karstens |
| 6.ª (1)  | 2 jul       | Dieppe- Harelbeke                  | 239            | Jean-Luc Molinéris       | Patrick Sercu   |
| 6.ª (2)  | 3 jul       | Harelbeke- Harelbeke               | 9 (CRE)        | Molteni                  | Gerben Karstens |
| 7.ª      | 4 jul       | Mons-Châlons-sur-Marne             | 221.5          | Eddy Merckx              | Eddy Merckx     |
| 8.ª (1)  | 5 jul       | Châlons-sur-Marne-Chaumont         | 136            | Cyrille Guimard          | Eddy Merckx     |
| 8.ª (2)  | 5 jul       | Chaumont-Besanzón                  | 152            | Patrick Sercu            | Eddy Merckx     |
| 9.ª      | 6 jul       | Besanzón-Gaillard                  | 241            | Eddy Merckx              | Eddy Merckx     |
| 10.ª     | 4 jul       | Gaillard-Aix-les-Bains             | 131,5          | Eddy Merckx              | Eddy Merckx     |
| 11.ª     | 8 jul       | Aix-les-Bains-Serre Chevalier      | 199            | Vicente López Carril     | Eddy Merckx     |
| 12.ª     | 10 jul      | Savines-le-Lac-Orange              | 231            | Joseph Spruyt            | Eddy Merckx     |
| 13.ª     | 11 jul      | Aviñón-Montpellier                 | 126            | Barry Hoban              | Eddy Merckx     |
| 14.ª     | 12 jul      | Lodève-Colomiers                   | 248.5          | Jean-Pierre Genet        | Eddy Merckx     |
| 15.ª     | 13 jul      | Colomiers- Seo de Urgel            | 225            | Eddy Merckx              | Eddy Merckx     |
| 16.ª     | 14 jul      | Seo de Urgel-Pla d'Adet            | 209            | Raymond Poulidor         | Eddy Merckx     |
| 17.ª     | 15 jul      | Saint-Lary-Soulan-Col du Tourmalet | 119            | Jean-Pierre Danguillaume | Eddy Merckx     |
| 18.ª     | 16 jul      | Bagnères-de-Bigorre-Pau            | 141.5          | Jean-Pierre Danguillaume | Eddy Merckx     |
| 19.ª (1) | 17 jul      | Pau-Burdeos                        | 195.5          | Francis Campaner         | Eddy Merckx     |
| 19.ª (2) | 18 jul      | Burdeos - Burdeos                  | 12.4 (CR)      | Eddy Merckx              | Eddy Merckx     |
| 20.ª     | 19 jul      | Saint-Gilles-Croix-de-Vie-Nantes   | 117            | Gérard Vianen            | Eddy Merckx     |
| 21.ª (1) | 20 jul      | Vouvray-Orleans                    | 112.5          | Eddy Merckx              | Eddy Merckx     |
| 21.ª (2) | 20 jul      | Orleans-Orleans                    | 37.5 (CR)      | Michel Pollentier        | Eddy Merckx     |
| 22.ª     | 21 jul      | Orleans-París                      | 146            | Eddy Merckx              | Eddy Merckx     |

CR = Contrarreloj individual
CRE = Contrarreloj por equipos

## Clasificaciones

### Clasificación general
| Clasificación general |                      |                                |                   |
| Ciclista              | Ciclista             | Equipo                         | Tiempo            |
| --------------------- | -------------------- | ------------------------------ | ----------------- |
| 1.º                   | Eddy Merckx          | Molteni                        | 116 h 16 min 58 s |
| 2.º                   | Raymond Poulidor     | Gan-Mercier-Hutchinson         | + 8 min 04 s      |
| 3.º                   | Vicente López Carril | Kas-Kaskol                     | + 8 min 09 s      |
| 4.º                   | Wladimiro Panizza    | Brooklyn                       | + 10 min 59 s     |
| 5.º                   | Gonzalo Aja          | Kas-Kaskol                     | + 11 min 24 s     |
| 6.º                   | Joaquim Agostinho    | Bic                            | + 14 min 24 s     |
| 7.º                   | Michel Pollentier    | Carpenter-Confortluxe-Flandria | + 16 min 34 s     |
| 8.º                   | Mariano Martínez     | Sonolor-Gitane                 | + 18 min 33 s     |
| 9.º                   | Alain Santy          | Gan-Mercier-Hutchinson         | + 19 min 55 s     |
| 10.º                  | Herman Van Springel  | Miko-De Gribaldy               | + 24 min 11 s     |

### Clasificación de los puntos
| Clasificación por puntos |                   |          |        |
| Ciclista                 | Ciclista          | Equipo   | Puntos |
| ------------------------ | ----------------- | -------- | ------ |
| 1                        | Patrick Sercu     | Brooklyn | 283    |
| 2                        | Eddy Merckx       | Molteni  | 270    |
| 3                        | Barry Hoban       | Gan      | 160    |
| 4                        | Gerben Karstens   | Bic      | 149    |
| 5                        | Jacques Esclassan | Peugeot  | 143    |

### Clasificación de la montaña
| Clasificación de la montaña |                     |            |        |
| Ciclista                    | Ciclista            | Equipo     | Puntos |
| --------------------------- | ------------------- | ---------- | ------ |
| 1                           | Domingo Perurena    | KAS-Kaskol | 161    |
| 2                           | Eddy Merckx         | Molteni    | 118    |
| 3                           | José Luis Abilleira | La Casera  | 109    |
| 4                           | Gonzalo Aja         | KAS-Kaskol | 90     |
| 5                           | Raymond Poulidor    | Gan        | 80     |

### Clasificación combinada
| Clasificación combinada |                        |           |        |
| Ciclista                | Ciclista               | Equipo    | Puntos |
| ----------------------- | ---------------------- | --------- | ------ |
| 1                       | Eddy Merckx            | Molteni   | 8      |
| 2                       | Raymond Poulidor       | Gan       | 33     |
| 3                       | Herman Van Springel    | MIC       | 35     |
| 4                       | Michel Pollentier      | Carpenter | 38     |
| 5                       | J.-Pierre Danguillaume | Peugeot   | 51     |

### Clasificación de los sprints intermedios
| Clasificación de los sprints intermedios |                     |          |        |
| Ciclista                                 | Ciclista            | Equipo   | Puntos |
| ---------------------------------------- | ------------------- | -------- | ------ |
| 1                                        | Barry Hoban         | Gan      | 133    |
| 2                                        | Gerben Karstens     | Bic      | 120    |
| 3                                        | Eddy Merckx         | Molteni  | 93     |
| 4                                        | Michel Coroller     | Flandria | 39     |
| 5                                        | Herman Van Springel | MIC      | 28     |

### Clasificación por equipos
| Clasificación por equipos |                        |                   |
| Equipo                    | Equipo                 | Tiempo            |
| ------------------------- | ---------------------- | ----------------- |
| 1                         | KAS-Kaskol             | 350 h 24 min 27 s |
| 2                         | Gan-Mercier-Hutchinson | + 15 min 26 s     |
| 3                         | Molteni                | + 31 min 23 s     |
| 4                         | Sonolor                | + 49 min 02 s     |
| 5                         | Bic                    | + 49 min 50 s     |

## Evolución de las clasificaciones
| Etapa                   | Ganador                  | Clasificación general | Clasificación por puntos | Clasificación de la montaña | Clasificación combinada | Clasificación sprints intermedios | Clasificación por equipos | Clasificación por equipos | Clasificación combatividad |
| Etapa                   | Ganador                  | Clasificación general | Clasificación por puntos | Clasificación de la montaña | Clasificación combinada | Clasificación sprints intermedios | por tiempos               | por puntos                | Clasificación combatividad |
| ----------------------- | ------------------------ | --------------------- | ------------------------ | --------------------------- | ----------------------- | --------------------------------- | ------------------------- | ------------------------- | -------------------------- |
| P                       | Eddy Merckx              | Eddy Merckx           | Eddy Merckx              | No otorgado                 | Eddy Merckx             | No otorgado                       | Molteni                   | MIC-Ludo-De Gribaldy      | No otorgado                |
| 1                       | Ercole Gualazzini        | Joseph Bruyère        | Joseph Bruyère           | Lucien Van Impe             | Eddy Merckx             | Eddy Merckx                       | Molteni                   | MIC-Ludo-De Gribaldy      | Herman Van Springel        |
| 2                       | Henk Poppe               | Joseph Bruyère        | Gerben Karstens          | Lucien Van Impe             | Eddy Merckx             | Eddy Merckx                       | Molteni                   | MIC-Ludo-De Gribaldy      | Non décerné                |
| 3                       | Patrick Sercu            | Joseph Bruyère        | Patrick Sercu            | Willy Teirlinck             | Eddy Merckx             | Eddy Merckx                       | Molteni                   | Molteni                   | Jean-Luc Molinéris         |
| 4                       | Patrick Sercu            | Eddy Merckx           | Patrick Sercu            | Domingo Perurena            | Eddy Merckx             | Eddy Merckx                       | Frisol-Flair Plastics     | Brooklyn                  | Gerrie Knetemann           |
| 5                       | Ronald De Witte          | Gerben Karstens       | Patrick Sercu            | Domingo Perurena            | Eddy Merckx             | Eddy Merckx                       | Frisol-Flair Plastics     | Brooklyn                  | Roger Pingeon              |
| 6a                      | Jean-Luc Molinéris       | Patrick Sercu         | Patrick Sercu            | Domingo Perurena            | Eddy Merckx             | Eddy Merckx                       | Frisol-Flair Plastics     | Brooklyn                  |                            |
| 6b                      | Molteni                  | Gerben Karstens       | Patrick Sercu            | Domingo Perurena            | Eddy Merckx             | Eddy Merckx                       | Molteni                   | Brooklyn                  |                            |
| 7                       | Eddy Merckx              | Eddy Merckx           | Patrick Sercu            | Domingo Perurena            | Eddy Merckx             | Barry Hoban                       | Molteni                   | Brooklyn                  | Herman Van Springel        |
| 8a                      | Cyrille Guimard          | Eddy Merckx           | Patrick Sercu            | Domingo Perurena            | Eddy Merckx             | Barry Hoban                       | Molteni                   | Gan-Mercier-Hutchinson    | Jean-Pierre Danguillaume   |
| 8b                      | Patrick Sercu            | Eddy Merckx           | Patrick Sercu            | Domingo Perurena            | Eddy Merckx             | Barry Hoban                       | Molteni                   | Gan-Mercier-Hutchinson    | Jean-Pierre Danguillaume   |
| 9                       | Eddy Merckx              | Eddy Merckx           | Patrick Sercu            | Domingo Perurena            | Eddy Merckx             | Barry Hoban                       | Kas-Kaskol                | Gan-Mercier-Hutchinson    | Vicente López Carril       |
| 10                      | Eddy Merckx              | Eddy Merckx           | Patrick Sercu            | Domingo Perurena            | Eddy Merckx             | Barry Hoban                       | Kas-Kaskol                | Gan-Mercier-Hutchinson    | Raymond Poulidor           |
| 11                      | Vicente López Carril     | Eddy Merckx           | Patrick Sercu            | Domingo Perurena            | Eddy Merckx             | Barry Hoban                       | Kas-Kaskol                | Gan-Mercier-Hutchinson    | Vicente López Carril       |
| 12                      | Jos Spruyt               | Eddy Merckx           | Patrick Sercu            | Domingo Perurena            | Eddy Merckx             | Barry Hoban                       | Kas-Kaskol                | Gan-Mercier-Hutchinson    | Fedor den Hertog           |
| 13                      | Barry Hoban              | Eddy Merckx           | Patrick Sercu            | Domingo Perurena            | Eddy Merckx             | Barry Hoban                       | Kas-Kaskol                | Gan-Mercier-Hutchinson    | Michel Coroller            |
| 14                      | Jean-Pierre Genet        | Eddy Merckx           | Patrick Sercu            | Domingo Perurena            | Eddy Merckx             | Barry Hoban                       | Kas-Kaskol                | Gan-Mercier-Hutchinson    | Jean-Pierre Genet          |
| 15                      | Eddy Merckx              | Eddy Merckx           | Patrick Sercu            | Domingo Perurena            | Eddy Merckx             | Barry Hoban                       | Kas-Kaskol                | Gan-Mercier-Hutchinson    | Raymond Delisle            |
| 16                      | Raymond Poulidor         | Eddy Merckx           | Patrick Sercu            | Domingo Perurena            | Eddy Merckx             | Barry Hoban                       | Kas-Kaskol                | Gan-Mercier-Hutchinson    | Raymond Poulidor           |
| 17                      | Jean-Pierre Danguillaume | Eddy Merckx           | Patrick Sercu            | Domingo Perurena            | Eddy Merckx             | Barry Hoban                       | Kas-Kaskol                | Gan-Mercier-Hutchinson    | Raymond Poulidor           |
| 18                      | Jean-Pierre Danguillaume | Eddy Merckx           | Patrick Sercu            | Domingo Perurena            | Eddy Merckx             | Barry Hoban                       | Kas-Kaskol                | Gan-Mercier-Hutchinson    | Jean-Pierre Danguillaume   |
| 19a                     | Francis Campaner         | Eddy Merckx           | Patrick Sercu            | Domingo Perurena            | Eddy Merckx             | Barry Hoban                       | Kas-Kaskol                | Gan-Mercier-Hutchinson    | Francis Campaner           |
| 19b                     | Eddy Merckx              | Eddy Merckx           | Patrick Sercu            | Domingo Perurena            | Eddy Merckx             | Barry Hoban                       | Kas-Kaskol                | Gan-Mercier-Hutchinson    | Francis Campaner           |
| 20                      | Gerard Vianen            | Eddy Merckx           | Patrick Sercu            | Domingo Perurena            | Eddy Merckx             | Barry Hoban                       | Kas-Kaskol                | Gan-Mercier-Hutchinson    | Gerard Vianen              |
| 21a                     | Eddy Merckx              | Eddy Merckx           | Patrick Sercu            | Domingo Perurena            | Eddy Merckx             | Barry Hoban                       | Kas-Kaskol                | Gan-Mercier-Hutchinson    | Eddy Merckx                |
| [21b                    | Michel Pollentier        | Eddy Merckx           | Patrick Sercu            | Domingo Perurena            | Eddy Merckx             | Barry Hoban                       | Kas-Kaskol                | Gan-Mercier-Hutchinson    | Eddy Merckx                |
| [22                     | Eddy Merckx              | Eddy Merckx           | Patrick Sercu            | Domingo Perurena            | Eddy Merckx             | Barry Hoban                       | Kas-Kaskol                | Gan-Mercier-Hutchinson    |                            |
| Clasificaciones finales | Clasificaciones finales  | Eddy Merckx           | Patrick Sercu            | Domingo Perurena            | Eddy Merckx             | Barry Hoban                       | Kas-Kaskol                | Gan-Mercier-Hutchinson    | Eddy Merckx                |